# Streptococcus salivarius
Streptococcus salivarius – Gram dodatnia, nieprzetrwalnikująca bakteria należąca do paciorkowców z grupy serologicznej K. Stanowi florę fizjologiczną jamy ustnej oraz przewodu pokarmowego, zarówno u zwierząt, jak i ludzi.

## Biologia
Paciorkowiec wzrasta na agarze z krwią, gdzie nie wywołuje hemolizy (hemoliza typu γ) z tego powodu zaliczany jest do grupy paciorkowców zieleniejących. Nie wzrasta na podłożach hodowlanych z dodatkiem żółci, chlorku sodu lub tellurynu potasu. Jest wrażliwy na penicylinę, erytromycynę, większość powszechnie stosowanych środków dezynfekcyjnych, pH 9.6 oraz skrajne wartości temperatur. Nie wytwarza endotoksyn.
Drobnoustrój wyróżnia obecność kanału dla mocznika, rzadkiego w królestwie bakterii.
Gatunek ten jest genetycznie bardzo podobny do Streptococcus vestibularis i jest z nim prawdopodobnie bardzo spokrewniony.

## Chorobotwórczość
Opisano pewną liczbę przypadków jatrogennego zapalenia opon mózgowych wywołanych przez tę bakterię, z czego jeden z nich przebiegał wtórnie do torbieli kości klinowej. Opisano także bakteriemię przebiegającą z ZOM jako następstwo interwencji endoskopowej przy krwawieniu z górnego odcinka przewodu pokarmowego. Bakteriemia występuje częściej u osób z zabiegami na błonie śluzowej lub z ciężką chorobą podstawową (na przykład przewlekłą niewydolnością wątroby) i ma podobne objawy jak ta wywoływana przez Streptococcus bovis biotyp II (wyniki 16-letnich badań prospektywnych). Czynnikiem predysponującym do zakażenia jest neutropenia.
Dodatni wynik posiewu krwi na tę bakterię często, choć nie zawsze, oznacza zanieczyszczenie materiału, a nie rzeczywistą bakteriemię.
Jest także jednym z czynników etiologicznych infekcyjnego zapalenia wsierdzia, zwłaszcza u pacjentów ze sztucznymi zastawkami.

## Znaczenie dla człowieka
W jednym z badań po antybakteryjnym czyszczeniu jamy ustnej użyto tych bakterii, aby uniemożliwić kolonizację drobnoustrojami bardziej chorobotwórczymi. Wstępne wyniki wskazują na pozytywny wpływ ochronny Streptococcus salivarius. Zasugerowano, że ich obecność może także chronić przed paciorkowcowym zapaleniem gardła. Inne badanie wykazało obecność u tej bakterii proteazy IgA1, która prawdopodobnie sprzyja rozwojowi próchnicy. Znaczenie tej bakterii w powstawaniu nieprzyjemnego zapachu z ust jest jeszcze niejasne (2006).
Należy pamiętać, że właściwości bakterii są szczepozależne. Oznacza to, że każdy szczep bakterii wykazuje konkretne działanie charakterystyczne tylko i wyłącznie dla danego szczepu bakterii. To działanie może być korzystne lub niekorzystne. Szczepy bakterii mogą być dobroczynne lub patogenne. Udowodniono korzystny wpływ na zdrowie zębów szczepu bakterii Streptococcus salivarius M18. W badaniu opublikowanym w 2015 roku podawano dzieciom w wieku 6-17 lat – wyizolowany z jamy ustnej zdrowego człowieka, szczep Streptococcus salivarius M18 w formie pastylek do ssania przez 3 miesiące. Pastylki podawano przed snem, po umyciu zębów. Badanie wykazało, że stosowanie szczepu Streptococcus salivarius M18 przez 3 miesiące redukuje liczbę bakterii Streptococcus mutans (odpowiedzialnych za rozwój próchnicy) o 74%, redukuje akumulację płytki nazębnej o 50% i powoduje, że ponad 3-krotnie wzrasta szansa na uniknięcie nowego ubytku (przed badaniem szansa na uniknięcie nowego ubytku wynosiła 20%, po zastosowaniu szczepu Streptococcus salivarius M18 wzrosła do 70%).
Streptococcus salivarius wchodzi w skład niektórych probiotyków używanych podczas prób leczenia nieswoistych zapaleń jelit, ale nie ma obecnie badań potwierdzających ich skuteczność (2005).
Wykazano, że wykrywanie obecności tych drobnoustrojów (metodą PCR) jest bardziej wiarygodnym markerem obecności śliny niż wykrycie Streptococcus mutans. Obu tych drobnoustrojów nie ma w innych niż ślina biomateriałach (kał, mocz, nasienie); bakteria ta może więc odegrać ważną rolę w medycynie sądowej. Identyfikacja na podstawie obecności specyficznego dla tej bakterii genu kodującego dekstrozę ma wysoką wartość predykcyjną.